# فردریک المز
فردریک المز (انگلیسی: Frederick Elmes؛ زادهٔ ۴ نوامبر ۱۹۴۶) فیلم‌بردار اهل ایالات متحدهٔ آمریکا است. وی تاکنون برای فیلم‌های از ته دل وحشی و شب روی زمین دو بار برندهٔ جایزه ایندیپندنت اسپیریت برای بهترین فیلم‌بردار شده است.

## زندگی و حرفه
فردریک المز در موونتین لیکس، نیوجرسی متولد شد. وی در مؤسسه فناوری روچستر عکاسی خواند و سپس به بنیاد فیلم آمریکا در لس آنجلس رفت و در سال ۱۹۷۲ از آنجا فارغ‌التحصیل شد. او در گروه فیلم و تلویزیون دانشگاه نیویورک در سال ۱۹۷۵ مدرک کارشناسی ارشد گرفت.
در بنیاد فیلم آمریکا وی با دیوید لینچ آشنا شد که وی را برای فیلم‌برداری کله‌پاک‌کن به کار گرفت. از آن زمان این دو در فیلم‌های دیگری مثل مخمل آبی و از ته دل وحشی نیز همکاری کرده‌اند.

## فیلم‌شناسی
- کله‌پاک‌کن (۱۹۷۷)
- مخمل آبی (۱۹۸۶)
- از ته دل وحشی (۱۹۹۰)
- سواری با اهریمن (۱۹۹۹)
- هالک (۲۰۰۳)
- قهوه و سیگار (۲۰۰۳)
- کینزی (۲۰۰۴)
- گل‌های پژمرده (۲۰۰۵)
- برادران (۲۰۰۹)
- شاخ‌ها (۲۰۱۳)